# Alonso Fernández de Córdoba y Aguilar
Alonso Fernández de Córdoba y Aguilar (ur. 21 września 1653 w Montilla, zm. 19 września 1699 w Madrycie) – hiszpański duchowny, kardynał i inkwizytor. 

## Życiorys
Pochodził z rodziny książąt Feria i markizów Priega. Przyjął święcenia kapłańskie i został kanonikiem kapituł katedralnych w Kordobie i Toledo. Kilkakrotnie odrzucał propozycje objęcia którejś ze stolic biskupich w Hiszpanii. 22 lipca 1697 papież Innocenty XII mianował go kardynałem, nigdy nie otrzymał jednak kapelusza kardynalskiego ani kościoła tytularnego. 5 września 1699 został mianowany wielkim inkwizytorem Hiszpanii, nie zdążył jednak objąć tej funkcji. Zmarł w Madrycie.